# 北條たかし
北條 たかし（ほうじょう たかし、1950年4月4日 - ）は日本の歌手。本名：鈴木政雄。

## 人物
岩手県出身。三橋美智也の曲を聴き小学校4年の時に感銘をうけ、歌手を目指し16歳で上京。神奈川県在住で民謡歌手から演歌の道を辿る。

## 楽曲
| 2009年9月 | 故郷情話       | 鈴木政雄ミュージックオフィス |
| 2009年9月 | 祝酒           | 鈴木政雄ミュージックオフィス |
| 2012年4月 | 風屋台         | キングレコード               |
| 2012年4月 | 故郷かくれんぼ | キングレコード               |